# Royal Navy Volunteer Reserve
La Royal Navy Volunteer Reserve (R.N.V.R.) est le corps de réservistes volontaires de la flotte (Royal Navy) créé en 1903. il est composé de volontaires civils ayant des compétences navales (yachtmen) 
Il est intégré en 1958 à la Royal Naval Reserve (R.N.R.), formée d’anciens marins d’active de la Royal Navy, créée en 1859.
Pendant la Guerre 1939-45, les officiers de la Royal Naval Volunteer Reserve arboraient des galons ondulés en forme de vagues avec une 'boucle de Nelson' de forme carrée d’où le surnom de "Wavy Navy".
À cette époque ce corps était distinct de la Royal Naval Reserve qui avait ses propres galons distinctifs.